# Canton de Pierre-Buffière
Le canton de Pierre-Buffière est une ancienne division administrative française située dans le département de la Haute-Vienne et la région Nouvelle-Aquitaine. À la suite du redécoupage cantonal de 2014, le canton est fondu dans le nouveau canton de Condat-sur-Vienne.

## Géographie
Ce canton était organisé autour de Pierre-Buffière dans l'arrondissement de Limoges. Son altitude variait de 223 m (Boisseuil) à 460 m (Saint-Paul) pour une altitude moyenne de 374 m.

## Représentation

### Conseillers généraux de 1833 à 2015
| Période | Période      | Identité                           | Étiquette   | Qualité                                                                |
| ------- | ------------ | ---------------------------------- | ----------- | ---------------------------------------------------------------------- |
| 1833    | 1848         | Pierre Chastaingt                  |             | Médecin Maire de Pierre-Buffière (1846-1849)                           |
| 1848    | 1858         | Martial-Grégoire Mousnier-Maraval  |             | Juge de paix, propriétaire à Pierre-Buffière                           |
| 1858    | 1875 (décès) | Alfred Petiniaud-Dubos             |             | Directeur de la succursale de la Banque de France à Limoges            |
| 1875    | 1882 (décès) | Etienne-Félix Fougeras-Lavergnolle | Droite      | Notaire - Maire de Saint-Paul                                          |
| 1883    | 1893 (décès) | Léon Géry                          |             | Maire d'Eyjeaux Président du Conseil général                           |
| 1893    | 1907         | Joseph Demartial                   | Républicain | Avocat Maire de Saint-Hilaire-Bonneval                                 |
| 1907    | 1931         | Antoine Sarre                      | Rad.        | Négociant Maire de Pierre-Buffière                                     |
| 1931    | 1937         | Léon Delhoume                      | Rad.        | Médecin Maire de Pierre-Buffière                                       |
| 1937    | 1940         | Marcel Vardelle                    | SFIO        | Député (1932-1940) Ouvrier typographe à Limoges                        |
|         |              |                                    |             |                                                                        |
| 1945    | 1958         | Elie Coudert                       | SFIO        | Cultivateur Maire de Saint-Bonnet-Briance                              |
| 1958    | 1970         | André Mouret (1920-1972)           | PCF         | Maire de Saint-Paul (1947-1971)                                        |
| 1970    | 2001         | Marcel Rigout                      | PCF         | Ouvrier Député (1967-1968, 1973-1981 et 1986-1988 Ministre (1981-1984) |
| 2001    | 2015         | Jean-Louis Nouhaud                 | PS          | Technicien agricole Maire de Boisseuil (1989-2020)                     |

### Conseillers d'arrondissement (de 1833 à 1940)
| Période                                  | Période | Identité                  | Étiquette | Qualité |
| ---------------------------------------- | ------- | ------------------------- | --------- | --- |
| 1833                                     | 1842    | Pierre Guilhomaud         |           | Maire de Pierre-Buffière                                                                                    |
|                                          |         |                           |           | |
| 1892                                     |         | Paul Fourest (1844-1916)  | Radical   | Juge de paix à Limoges                                                                                      |
|                                          |         |                           |           | |
| 1922                                     | 1928    | M. Giraudolle             | Radical   | Propriétaire à Saint-Paul-d'Eyjeaux                                                                         |
| 1928                                     | 1934    | Louis Bourzat (1886-1962) | SFIO      | Employé de commerce, maire de Saint-Paul-d'Eyjeaux                                                          |
| 1934                                     | 1940    | M. Fourest                | Droite    | |
| 1940                                     |         |                           |           | Les conseils d'arrondissement ont été suspendus par la loi du 12 octobre 1940 et n'ont jamais été réactivés |
| Les données manquantes sont à compléter. |         |                           |           | |

## Composition
Le canton de Pierre-Buffière groupe 8 communes et compte 8 629 habitants en 2010.
| Communes                 | Population (2012) | Code postal | Code Insee |
| ------------------------ | ----------------- | ----------- | ---------- |
| Boisseuil                | 2 688             | 87220       | 87019      |
| Eyjeaux                  | 1 193             | 87220       | 87063      |
| Pierre-Buffière          | 1 150             | 87260       | 87119      |
| Saint-Bonnet-Briance     | 561               | 87260       | 87138      |
| Saint-Genest-sur-Roselle | 474               | 87260       | 87144      |
| Saint-Hilaire-Bonneval   | 894               | 87260       | 87148      |
| Saint-Jean-Ligoure       | 418               | 87260       | 87151      |
| Saint-Paul               | 1 251             | 87260       | 87174      |

## Démographie
| 1962  | 1968  | 1975  | 1982  | 1990  | 1999  | 2006  | 2010  |
| ----- | ----- | ----- | ----- | ----- | ----- | ----- | ----- |
| 5 254 | 5 759 | 5 697 | 6 102 | 6 528 | 6 965 | 7 987 | 8 629 |